# Waterstoftank

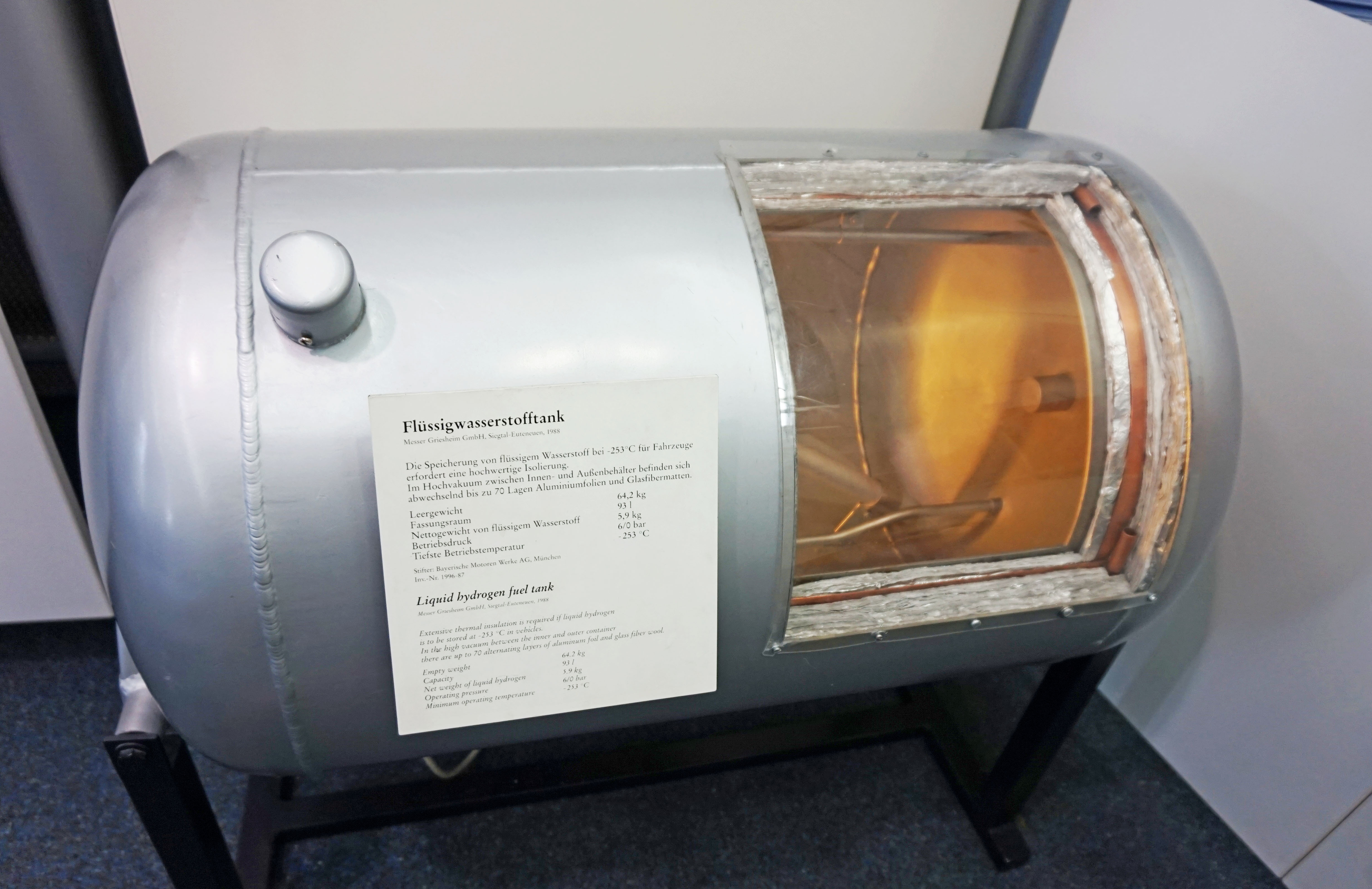
tank voor vloeibaar waterstof

Een waterstoftank of waterstofpatroon wordt gebruikt voor de opslag van waterstof. De meeste tanks zijn gemaakt van composiet materiaal vanwege waterstofverbrossing. Sommige tanks worden gebruikt voor vaste waterstofopslag, anderen zijn inwisselbaar voor hervulling op een waterstofstation.

## Geschiedenis
De eerste type IV waterstoftanks voor gecomprimeerd waterstofgas met een werkdruk van 700 bar werden getoond in 2001, de eerste brandstofcelvoertuigen op de weg met de type IV-tanks zijn de Toyota FCHV, Mercedes-Benz F-Cell en de GM HydroGen4.

## Projecten
In 2007, als onderdeel van het Hychain project, worden waterstoftankdispensers gebruikt in Italië (Modena), Spanje (Soria en León), Frankrijk (Grenoble) en Duitsland (Bottrop). 1120 2 liter tanks met een werkbare druk van 700 bar en 900 20 liter tanks met een werkdruk van 300 bar.
Op het waterstofstation Hamburg kunnen vaten nagevuld worden met gecomprimeerd waterstof bij 350 of 200 bar, de tanks zijn uitgerust met een TN1 aansluiting die compatibel is met de gangbare soorten TK15 en TK16 dispensers.

## Classificatie van druktanks

### Type I
- Metalen tank (staal/aluminium)
- Geschatte maximale druk, aluminium 175 bar, staal 200 bar.

### Type II
- Metalen tank (aluminium) met wikkelingen van glasvezel/aramide of koolstofvezel rond de metalen cilinder[3].
- Geschatte maximale druk, aluminium/glas 263 bar, staal/carbon of aramide 299 bar.

### Type III
- Tanks, gemaakt van composiet materiaal, fiberglas/aramide of koolstofvezel met een metalen lijner (aluminium of staal). Zie metaal-matrix composieten.
- Geschatte maximale druk, aluminium/glas 305 bar, aluminium/aramide 438 bar.

### Type IV
- Composiet tanks zoals koolstofvezel met een polymeer lijner (thermoplast).
- Geschatte maximale druk, kunststof/carbon 661 bar en meer[4][5][6][7].